# Pauròpodes
Els pauròpodes (Pauropoda, del grec pauro, "petit" i podo, "peu") són una classe de miriàpodes similars als quilòpodes (centpeus i afins), petits i antics. Inclou un sol ordre, Pauropodina. Tot i ser molt similars als centpeus és probable que siguin un grup germà dels diplòpodes. Se'n coneixen entre 500
i 715 espècies arreu del món distribuïdes en quatre famílies. Viuen a llocs humits i són sapròfags. Quan surten de l'ou només tenen tres parells de potes.

## Característiques
Els pauròpodes són de mida molt petita (0,5-2 mm) i tenen el cos tou, ja que la cutícula no està calcificada. Les antenes posseeixen entre quatre i sis artells i són ramificades, amb dues curtes branques proveïdes de flagels. Tenen de 9 a 11 parells de potes. No tenen ulls, però presenten un parell d'òrgans sensorials amb aspecte d'ulls. Les peces bucals consten d'un parell de mandíbules i el primer parell de maxil·les estan fusionades entre si originant un gnatoquilari; falta el segon parell de maxil·les. Els gonòpors (porus genitals) s'obren en el tercer segment del tronc. No tenen aparell respiratori i circulatori.